# Michelangelo (Schlagersänger)
Michelangelo, bürgerlich Rainer Limpert, (* 10. Mai 1946 in Binenwalde, Gühlen-Glienicke) ist ein deutscher Schlagersänger.

## Leben
Rainer Limpert besuchte das Gymnasium bis zur Obersekunda und absolvierte dann die Ausbildung zum Buchhändler. In Frankfurt am Main nahm er Gesangsunterricht und wirkte in der Pop-Band seines Bruders mit.
1969 veröffentlichte er seine erste Single Sie trägt blau, blau, blau und trat mit seinen Begleitmusikern als Michelangelo and his Group damit am 18. Oktober 1969 in Dieter Thomas Hecks ZDF-Hitparade auf. Die Singles Sie trägt blau, blau, blau und Wie ein Feuerwerk schafften es in die „Top 20“ der Zeitschrift Musikmarkt. 1971 konnte er seinen Titel Du bist meine Liebe zwei Wochen lang in den niederländischen „Top 40“ platzieren und erreichte dort Platz 22. Am 13. September 1971 trat er im ZDF-Magazin Die Drehscheibe als Sänger auf. Außerhalb der Niederlande erzielte er keine Charterfolge. Ein Tag mit Maria wurde ebenfalls von Michael Holm 1972 veröffentlicht.
Als 1971 Gunter „Yogi“ Lauke auf Anfrage von Albert-Carl Weiland (SR) Sänger für das Gesangsensemble Family Tree suchte, holte er Limpert mit ins Boot. Limpert sang bis zur Auflösung 1975 bei der Formation.

## Diskografie

### Singles
- 1969: Sie trägt Blau, Blau, Blau / Das wird der Anfang unserer Liebe sein (als Michelangelo and his Group; Decca)
- 1970: Wie ein Feuerwerk / Er oder ich (Decca)
- 1970: Versuch es einmal mit mir / Deine Augen sind blind (Decca)
- 1970: Angela-la-la / Ich gehe meilenweit (Decca; B-Seite bei Killroy Media: A Million Miles)
- 1971: Du bist meine Liebe / Hand aufs Herz (Finger Records)
- 1971: My Darling Helena / Hey Petula (Poplandia / Finger Records (1972))
- 1972: Ein Tag mit Maria / Weißt du schon? (Polydor; bei Zafiro: A Day with Maria / Don’t you know)
- 1973: Ein Garten der Liebe / In guten Händen (Bellaphon Records)

### Kompilationen
- 1971: Du bist meine Liebe zu This Is The Joost de Draayer Show (Pink Elephant)